# Callipallene seychellensis
Callipallene seychellensis là một loài nhện biển trong họ Callipallenidae. Loài này thuộc chi Callipallene. Callipallene seychellensis được miêu tả khoa học năm 1988 bởi Child.